# 諮議局選舉

清朝的22個省份中，除了新疆外的21個省份均舉行了選舉。白色表示該地區並非省份

清朝於1909年2月至6月間舉行了首次諮議局選舉。此前歷經長期的政治動盪與1898年戊戌变法失敗後，立憲運動最終獲得慈禧太后及朝廷的認可。义和团运动結束後，清政府將地方自治視為邁向立憲的重要第一步，並於1907年批准設立諮議局。次年，又制定了間接選舉制度以選出各省諮議局議員。選舉計畫在全國22個省份中的21省實施，新疆因識字率過低而選舉延期。選舉權與被選舉權僅限於少數富有男性，主要為士紳階層成員。民眾對選舉普遍漠不關心，賄選、舞弊與腐敗現象普遍存在於各地。各省投票率差異甚大，但整體而言參與率偏低。
當選的各省諮議局議員大多為立憲派，其中又分為進步派與保守派兩個主要陣營。部分議員實際上是中国同盟会的秘密成員，但具體人數不明。諮議局積極推動各種經濟與政治改革，這使得他們與握有否決權的各省巡撫產生衝突。尚未舉行下一輪選舉之際，辛亥革命爆發，導致清朝滅亡與中華民國的建立。新政府下的首次省級選舉於1912年舉行。

## 背景

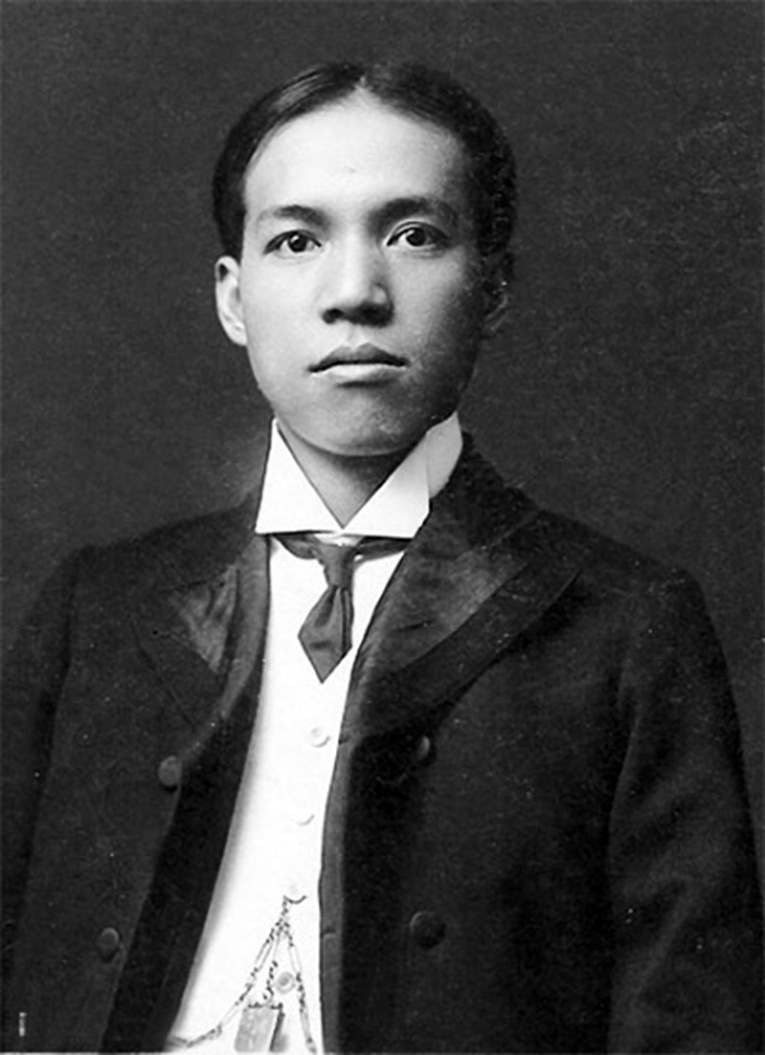
立憲運動領袖梁启超（约1905攝）

自宋朝（960－1279年）以來，中國的官員主要透過科舉選拔，實現教育體系與政治體系的融合。 此制度一直延續至清朝末年，但到了19世紀末，越來越多知識分子批評其腐敗與低效。進入20世紀後，清帝國陷入社會與政治動盪之中。儘管1898年的戊戌变法遭到反對，立憲運動派人士仍主張建立君主立憲制，以取代清朝的君主專政制。作家梁启超為立憲運動中最具影響力的領袖。
1905年6月，清廷大臣袁世凯、张之洞與周馥聯名上奏，呼籲建立君主立憲制。 原本反對改革運動的慈禧太后，在义和团运动帶來的國恥與日本於日俄战争中爆冷獲勝的影響下，轉而支持立憲派的主張。清廷首先推動行政、官僚與司法體系的改革：裁撤冗贅與陳舊的官署機構，將三省六部的職能轉移至新設的各部民政機構，並將東三省納入與其他省份相同的行政體系之中。
清政府逐步減少科舉舉行的頻率，並開始推行西式教育體系；但在推行過程中遭到地方士紳的反對，最終於1905年徹底廢除科舉制度。政府原本計劃以新式的文官考試制度取代舊有科舉，然而這一制度的建立進展甚微。取而代之的是，中央政府開始將選舉視為替代科舉的方式。

### 諮議局的成立
戊戌变法結束後，開始有關於設立地方與省級議會的提案出現。20世紀初，改革派與革命思想家如孫中山、何啟與康有为等人，開始主張設立此類議會，引用西方地方自治制度與傳統的封建理念作為理論依據。隨著中央政府開始接納立憲運動，改革派官員亦開始倡議地方自治，視之為建立憲政體制的初步步驟。
1907年，军机处設立宪政编查馆，啟動為期十二年的憲政改革進程，此舉是受到了日本明治维新與日本憲法的啟發。 在袁世凯的監督下，天津市於1907年8月舉行了中國歷史上首次西式選舉。在袁世凱於7月提出建議後，宪政编查馆於10月19日獲得皇室批准籌設諮議局，作為日後設立资政院與正式省議會的準備工作。隨後，包括江苏省、广东省、广西與奉天等地，陸續設立由地方士紳推舉產生的非民選諮議局。

#### 程序與準備
1908年7月，清廷頒布兩份關於諮議局設置及其選舉的章程。其中《省諮議局選舉章程》共115條，規定了候選人資格與選舉程序。省諮議局選舉採取間接選舉制度，由選舉人團進行：選民首先選出若干選舉人，再由這些選舉人選出省諮議局議員。除了履行省級職責外，這些議員還在同年稍晚舉行的另一場選舉中，負責選出资政院的成員（資政院議員）。

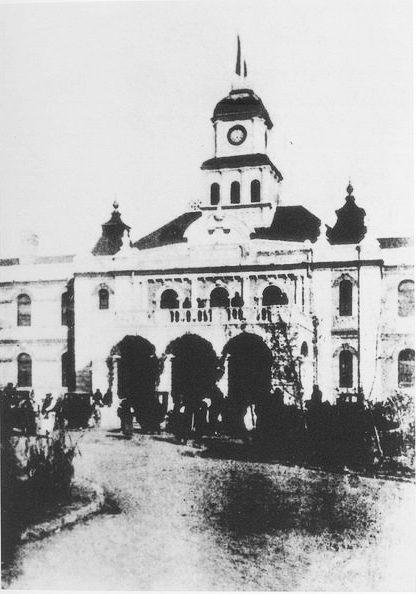
位於南京市的江蘇省諮議局會議廳

選民與被選舉人需符合相同的資格要求，僅年齡限制有所不同：選民須年滿25歲，被選舉人須年滿30歲。具備以下任一條件者，方可有資格投票或參選：曾任教初等以上學校三年以上、畢業於中學、取得過科舉資格、曾任文職七品或軍職五品以上官職，或擁有五千元以上資產（包括商業或土地財產）。曾犯刑事罪者、鸦片吸食者、警察、在學學生、宗教人員，以及家族成員從事不名譽職業者，均不得投票或參選。 此外，女性不得投票。
在頒布選舉章程後，各省設立了選舉籌備處，成員由原有官員與士紳階層混合組成。儘管科舉制度已被廢除，使得一般民眾無法晉升為士紳，但士紳仍然擁有極大影響力。至19世紀末，包括其家屬在內，約有不到全人口2%屬於士紳階層。雖然其中多數人原本是透過科舉晉身，近年來則有越來越多的人以捐官方式躋身其中，而捐官的價格自太平天國之亂後數十年間已大幅降低。為了爭取地方士紳的合作，官員經常被迫讓出籌備處的領導職位，以作為妥協之道。
選舉劃分依照省級下轄的府、縣與州廳等行政區劃進行。議席分配依據各府、州、縣學校在籍生員的人數比例來決定，滿洲八旗也獲分配一定議席。清政府原本規劃設立23個省級諮議局，每省一處，唯江苏省原計畫劃分為兩處，分別位於蘇州與南京。惟因地方壓力，最終取消雙諮議局設置計畫；新疆則因漢文識字率極低，選舉作業延期進行。選舉未涵蓋西藏、青海與蒙古地區，因其並非清朝所劃定之「省」，而是由理藩部（前身為理藩院）直接管轄。

## 競選過程

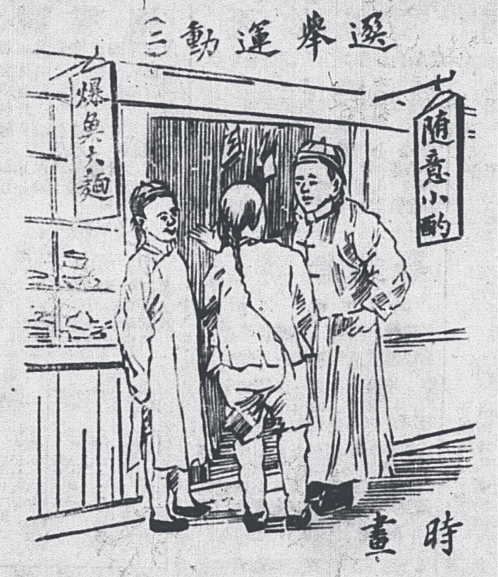
來自上海時報的漫畫：一位候選人在江蘇向選民招手，示意要請客吃飯

大多數民眾對此次選舉普遍冷淡。一個選區僅設置一個投票站，且往往距離遙遠。符合財產資格的選民也多因擔心申報財產價值會引來稅吏而不願登記。各地籌備處官員試圖強調，選民登記不會作為徵稅的依據。在山东省、山西省與云南省，曾派出講師向民眾說明選舉制度，並嘗試提高投票率。 選民登記完成後不久，幼帝宣統帝即位，導致部分登記選民的姓名觸犯了新的避讳規定。在江蘇南部，對於無法聯繫修正姓名的登記人，籌備處便代為修改其姓名。
貪污、選舉舞弊與贿选現象在全國各地時有發生。在江蘇揚州，有選民被發現進行代理投票；安徽省亦有不具資格者被允許投票。在直隸安肅，投票結果甚至由村民鬥毆所決定。福建省侯官县則因投票站監督情況可疑，有兩個選區的選舉結果被宣布無效。《字林西报》報導指出，山西省的選舉過程相对較為有序。

## 結果
在多數省份，即使是在具投票資格的群體中，投票率也普遍偏低。順天府（包含今北京市）共有21,073名登記選民，實際投票人數僅略高於1,500人。江苏省的投票率大約介於40%至70%之間；福建省城市地區投票率可達40%，但農村地區僅有10%至20%。多位外國目擊者指出，全國大部分地區的選舉參與熱情與實際投票率均極為低落。

### 議會組成

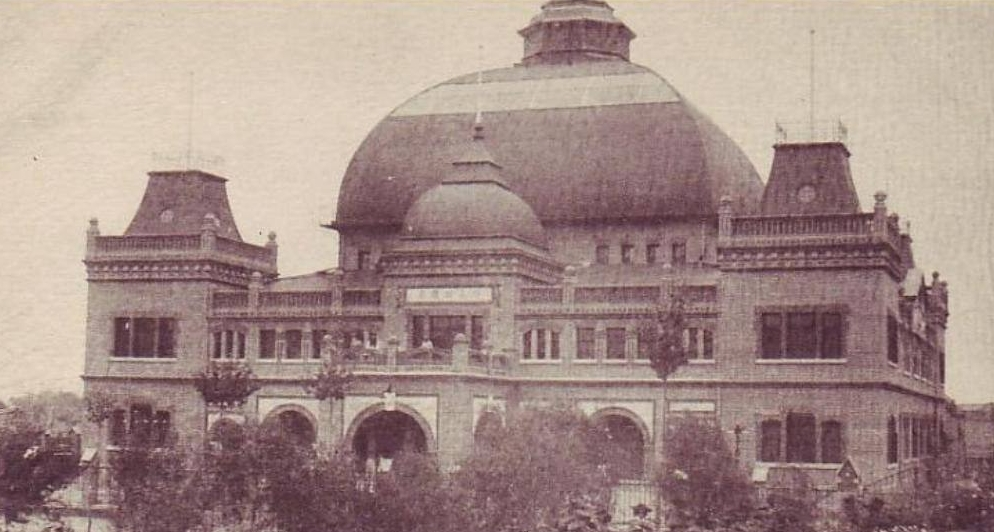
位於天津市的直隸省諮議局議事廳

省諮議局成員大多為士紳階層，特別是具有高等學位者。在有紀錄的五個諮議局中，成員以高級士紳略佔多數，非士紳背景者僅佔約10%。另有少數但地位顯著的議員曾赴海外留學，主要以日本為主；其中四川省諮議局的日本留學生議員比例最高。 當選議員的平均年齡為41歲。
當選議員絕大多數為立憲派。雖與如中国同盟会等革命團體立場對立，但內部並不統一；如山东省與贵州省的諮議局很快便出現保守派與進步派之間的派系鬥爭。許多進步派立憲人士較為年輕，且具有海外留學背景。少部分議員為中国同盟会的秘密成員；雖然具體人數不明，至少有四名四川省議員與同盟會有關聯，另有陕西省副議長郭希仁亦為成員之一。
| 省份   | 登記選民 | 占總人口比例 | 議席數 | 議長   |
| ------ | -------- | ------------ | ------ | ------ |
| 奉天   | 52,679   | 0.43%        | 50     | 吳景濂 |
| 直隶   | 162,585  | 0.62%        | 140    | 嚴鳳笙 |
| 江西   | 120,000  | ?            | 93     | 謝元漢 |
| 湖北   | 113,233  | 0.38%        | 80     | 湯化龍 |
| 河南   | 90,527   | ?            | 96     | 杜彥   |
| 甘肅   | 9,249    | 0.19%        | 43     | 張麟年 |
| 廣西   | 40,284   | 0.50%        | 57     | 陳樹勳 |
| 吉林   | 15,362   | 0.27%        | 30     | 慶康   |
| 江蘇   | 162,472  | 0.50%        | 121    | 常健   |
| 浙江   | 90,275   | 0.42%        | 114    | 陳傅箴 |
| 湖南   | 100,487  | 0.36%        | 82     | 譚延闓 |
| 山西   | 53,669   | 0.43%        | 86     | 梁善濟 |
| 四川   | 191,500  | 0.39%        | 105    | 蒲殿俊 |
| 雲南   | 47,000   | ?            | 68     | 張維聰 |
| 黑龍江 | 4,652    | 0.23%        | 30     | 王鶴鳴 |
| 安徽   | 77,902   | 0.48%        | 83     | 方履中 |
| 福建   | 50,034   | 0.39%        | 72     | 高登魯 |
| 山東   | 119,549  | 0.38%        | 100    | 楊毓璽 |
| 陝西   | 29,055   | 0.29%        | 63     | 王鴻漸 |
| 廣東   | 141,558  | 0.44%        | 91     | 伊學慶 |
| 貴州   | 42,526   | 0.42%        | 39     | 楊家灶 |

## 後續
各省諮議局於1909年10月14日正式召開。 當時政界與輿論普遍對諮議局持正面態度；原本反對設立地方議會的保守派兩廣總督張人駿，在觀察後亦稱其成員能言善辯，且熟悉國情。《字林西報》對山西省諮議局成員的描述為「溫和且聰穎」。
各省諮議局的職權主要為諮詢性質。各地巡撫由皇帝任命，並受一至三省总督的管轄，總督亦為皇帝任命。巡撫擁有對議會的否決權幾乎立即引發了雙方的政治衝突。儘管如此，諮議局仍持續倡議政治改革與成立國會。在運作的第一年內，各地諮議局便提出大量法案、建議與請願，多與經濟發展相關。1910年，资政院选举舉行，由省級諮議局選出半數资政院議員（作為全國性的諮詢機構），其餘半數則由朝廷直接任命。

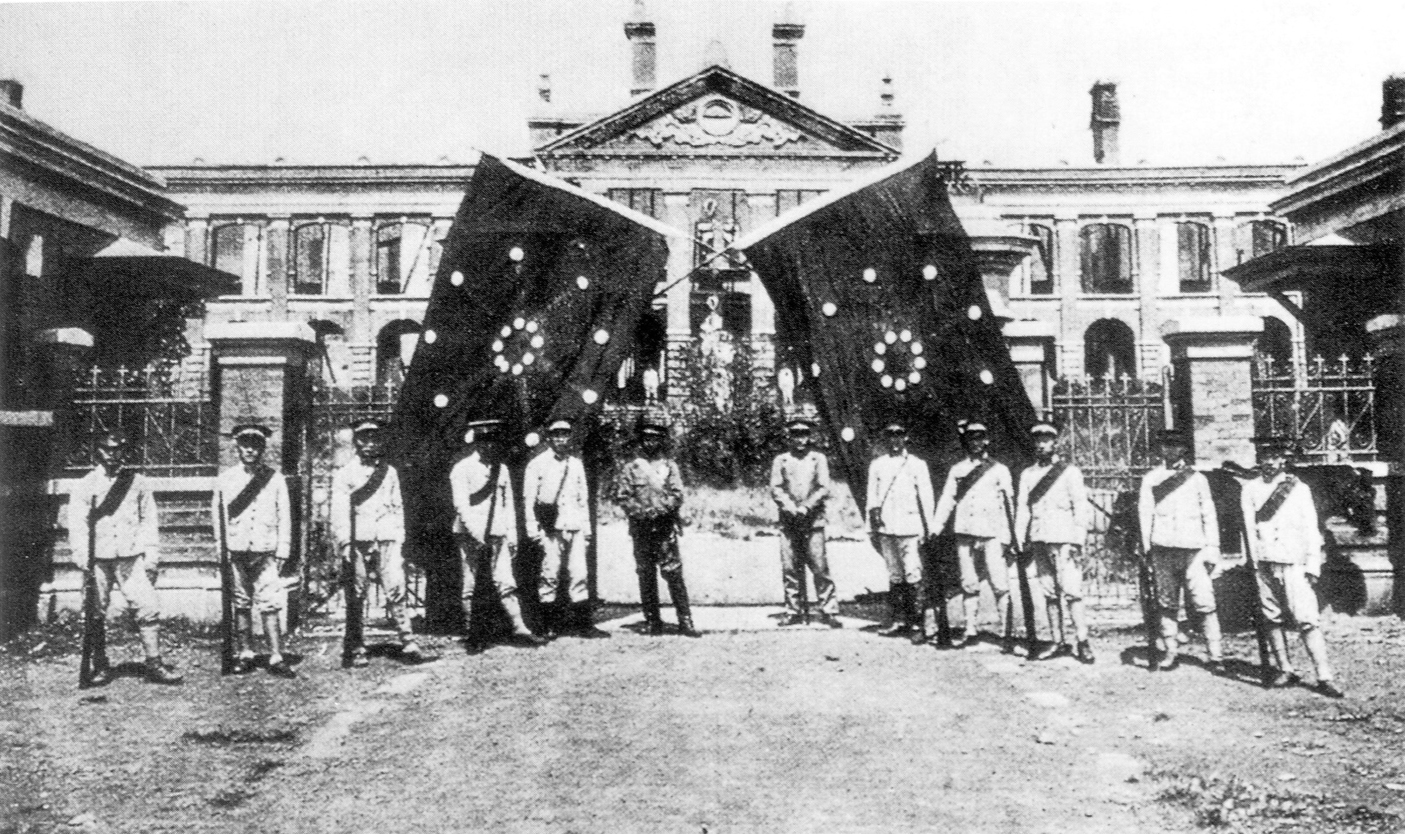
武昌起义導致清朝滅亡，並促成中華民國的建立。

尚未舉行新一輪省級選舉之際，1911年爆發的武昌起义迅速引發反清革命運動，席捲全國。清廷隨即推動十九信條，進一步仿效英國憲政體制進行改革，但此舉並未有效平息動盪，甚至許多立憲派也加入革命行列。清軍統帥袁世凯開始與革命黨人合作。中華民國於1912年1月1日宣告成立，隨後皇帝被迫退位。新政府建立了自身的國會與省級議會，並於同年舉行了新的省級選舉，但同樣受到貪腐困擾。曾任1909年與1912年省議員的鍾寶瑜比較兩次選舉，指出兩次候選人皆「溫文儒雅、謙和可親」。 不過，這些新省議會在袁世凱執政時期遭到廢除，最終由北洋政府正式解散。1918年另一次省級選舉舉行，但已為安福俱乐部所操控而失去公信力。

## 腳註
1. 1 2 3  江西、河南與雲南資料為閔汝驥估算。[38]
2. ↑  根據1910年人口普查，統計學家威爾考克斯（英语：Walter Francis Willcox）估算江西總人口為15,479,000，若與閔氏估計結合，投票率約為0.82%。[38][39]
3. ↑  根據1910年人口普查，河南總人口為20,977,000，推算投票率約為0.43%。[38][39]
4. ↑  根據1910年人口普查，雲南人口為7,076,000，投票率約為0.66%。[38][39]

### 文獻
- Bartlett, Beatrice S. . Pong, David  (编).  2. 2009. ISBN 9780684315683.
- Cameron, Meribeth E. . New York: Octagon Books. 1963. ISBN 9780404509590.
- Chang, Chung-li. . Seattle: University of Washington Press（英语：University of Washington Press）. 1955. ISBN 9781258044374.
- Chang, David Cheng. . Cochran, Sherman; Pickowicz, Paul G.  (编). . Ithaca: Cornell University Press（英语：Cornell University Press）. 2011: 195–220. ISBN 9781942242468. doi:10.1515/9781942242468.
- Chang, P'eng Yuan. . Wright, Mary Clabaugh  (编). . New Haven: Yale University Press. 1968. ISBN 9780300014600.
- Chang, P'eng-Yuan. . Chinese Studies in History. 1984, 17 (3): 3–28. doi:10.2753/CSH0009-463317033.
- Hill, Joshua. . Twentieth-Century China. 2013, 38 (3): 213–229. doi:10.1353/tcc.2013.0042.
- Hill, Joshua. . Cambridge: Harvard University Asia Center（英语：Harvard University Asia Center）. 2019. ISBN 9781684175932. doi:10.1163/9781684175932.
- Ichiko, Chuzo. . Fairbank, John K.; Liu, Kwang-ching  (编). . 11, Part 2. Cambridge University Press. 1980. ISBN 9781139054782. doi:10.1017/CHOL9780521220293.
- Min, Tu-Ki. Kuhn, Phillip A.; Brook, Timothy , 编. . Cambridge: Harvard–Yenching Institute. 1989. ISBN 9780674602250.
- Murthy, Viren. . Chow, Kai-wing; Hon, Tze-ki; Ip, Hung-yok; Price, Don C.  (编). . Lanham: Lexington Books. 2008. ISBN 9781461633013.
- Qu, Tongzu. . Cambridge: Harvard University Press. 1962. ISBN 9781684172818.
- Thompson, Roger R.  (PhD论文). Yale University. 1985.
- Thompson, Roger R. . Cambridge: Harvard University Asia Center（英语：Harvard University Asia Center）. 1995. ISBN 9780674119734.
- Weiers, Michael. . Schorkowitz, Dittmar; Chia, Ning  (编). . Leiden: Brill. 2016: 70–91. ISBN 9789004329959. doi:10.1163/9789004335004_004.
- Willcox, Walter F. . Journal of the American Statistical Association（英语：Journal of the American Statistical Association）. 1928, 23 (161): 18–30. JSTOR 2277399. doi:10.2307/2277399.
- Xiao-Planes, Xiaohong. . Balme, Stéphanie; Dowdle, Michael W.  (编). . London: Palgrave Macmillan. 2009: 37–57. ISBN 9780230623958. doi:10.1057/9780230623958.
- Xiao-Planes, Xiaohong. . . Leiden: Brill. 2012: 227–256. ISBN 9789004483613. doi:10.1163/9789004483613_010.